# Entosthymenium tristichum
Entosthymenium tristichum är en bladmossart som beskrevs av Bridel 1827. Entosthymenium tristichum ingår i släktet Entosthymenium, klassen egentliga bladmossor, divisionen bladmossor och riket växter. Inga underarter finns listade i Catalogue of Life.